# Macchine movimento terra

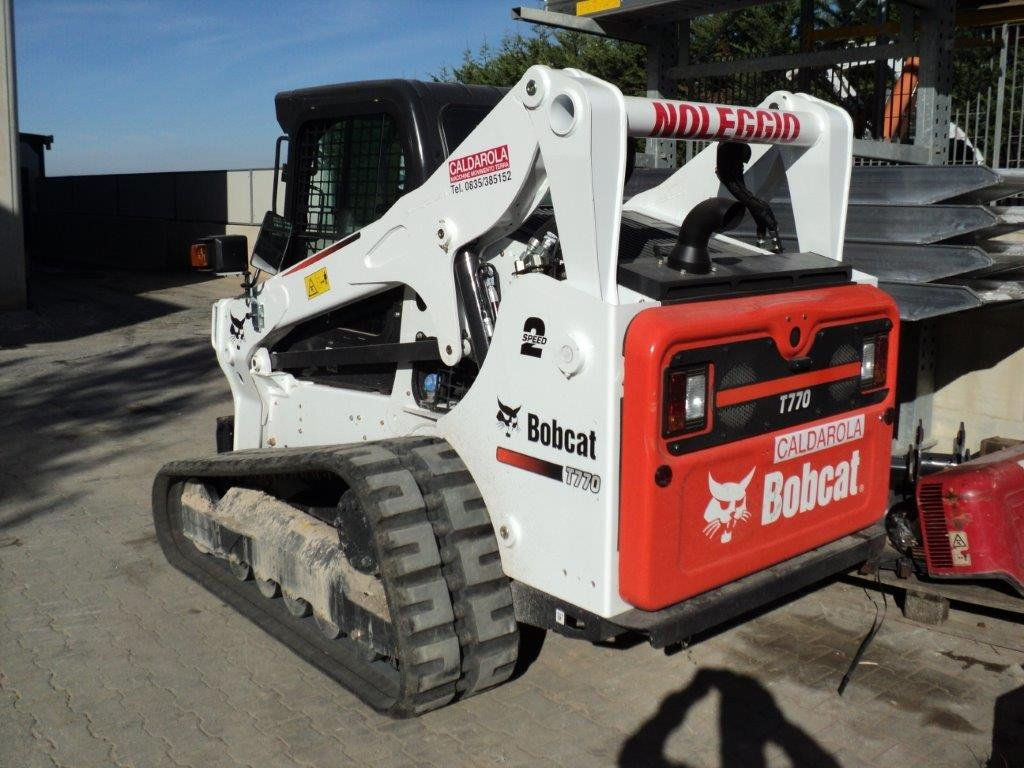
Bobcat T770

Con il termine macchine movimento terra si indicano i macchinari industriali usati per eseguire tutte le operazioni che richiedono un movimento di terra, ovvero la modellazione dei terreni, generalmente a scopi costruttivi o di gestione del territorio, per la realizzazione di scavi e rilevati.

## Bulldozer

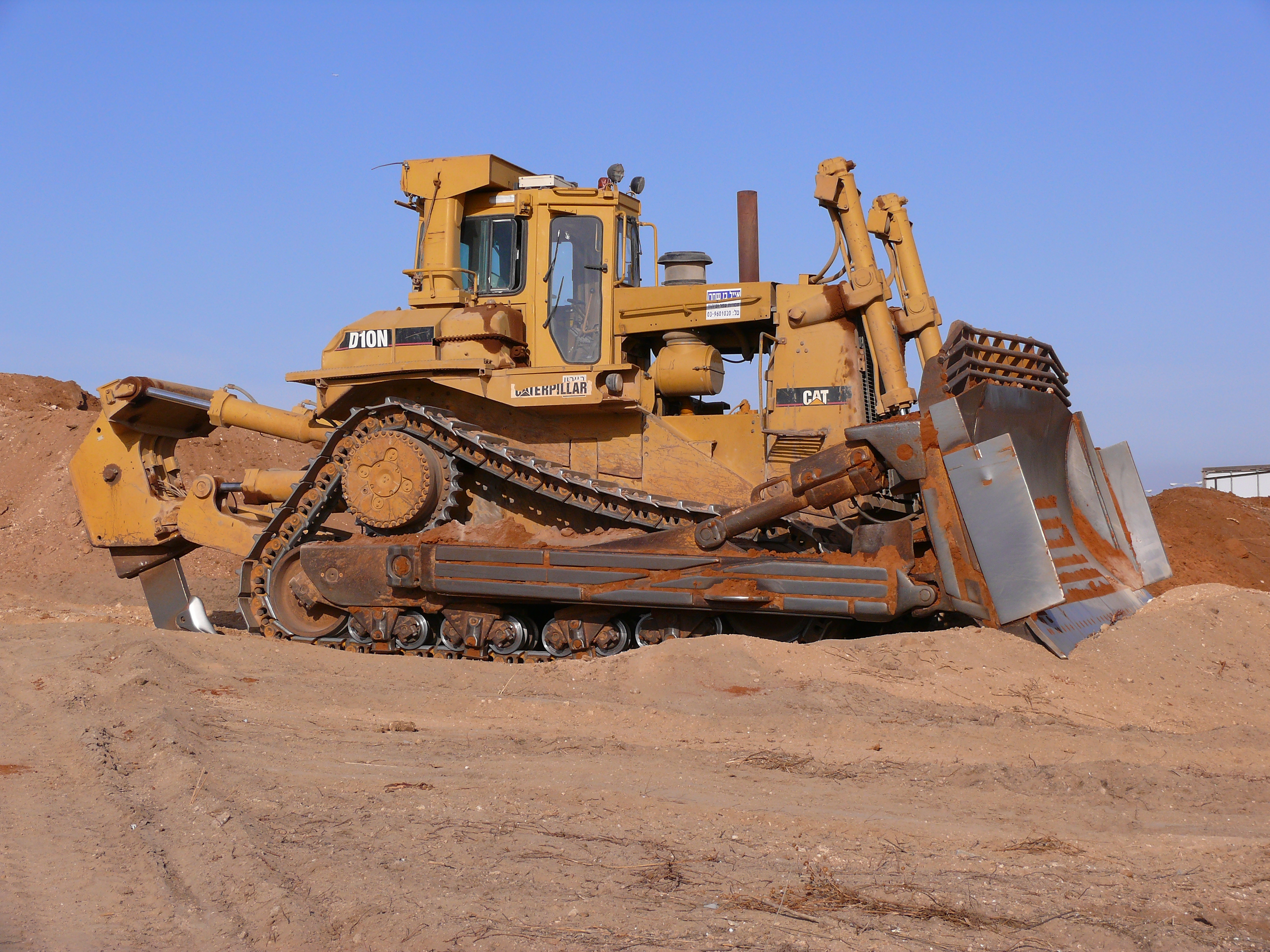
Bulldozer Caterpillar D10N

Il bulldozer (o dozer) è un mezzo meccanico per lo spostamento della terra, inventato nel 1923 da uno dei costruttori dei primi trattori, Benjamin Holt. Il primo modello era dotato di un motore a vapore, piuttosto ingombrante e anche poco pratico, mentre il primo con motore diesel fu introdotto otto anni più tardi, nel 1931. Si diffuse al termine della seconda guerra mondiale, principalmente per liberare dalle macerie le città Europee distrutte.

## Escavatore

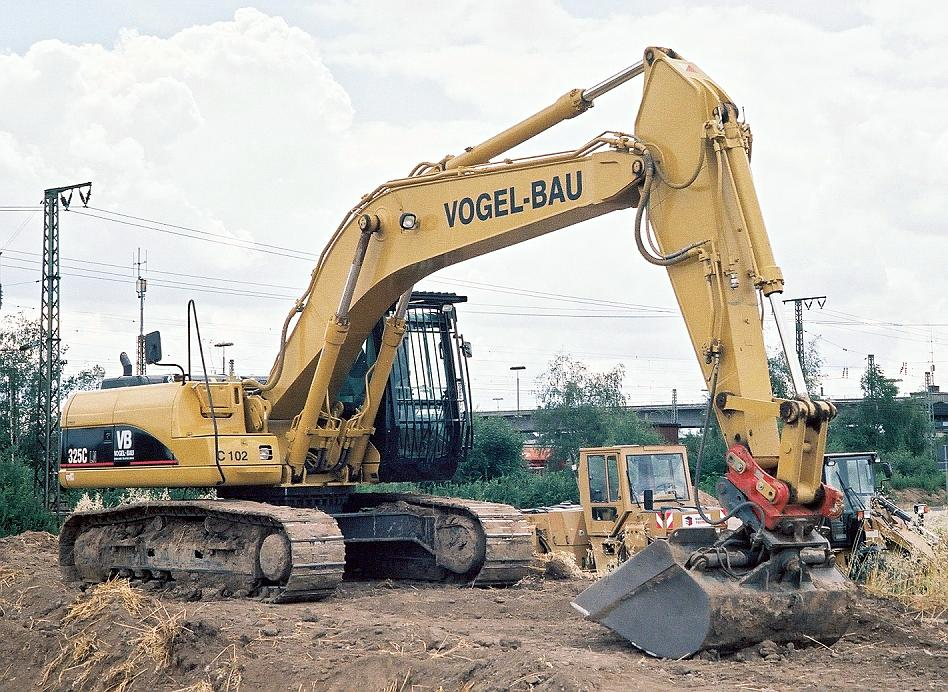
Escavatore Caterpillar 325C LN

Un escavatore è una macchina utilizzata per tutte le operazioni che richiedono un movimento di terra, ovvero la rimozione di porzioni di terreno non particolarmente coerente, tale da consentirne una relativamente facile frantumazione.

## Scraper

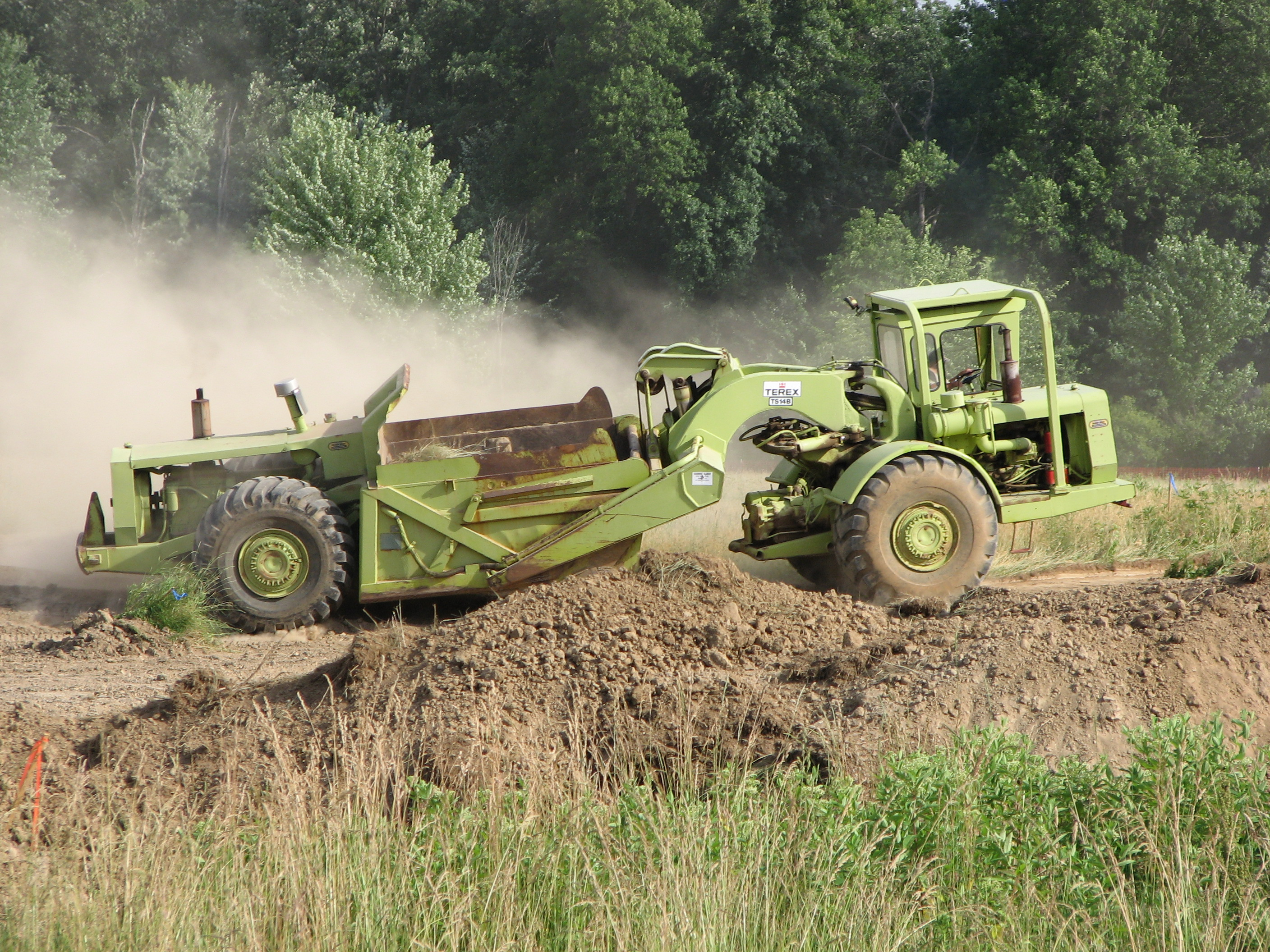
Scraper Terex TS-14B

Uno scraper è un tipo di apparecchiatura pesante utilizzata per lo spianamento superficiale di un terreno naturale o di un rilevato di scavo.

### Struttura
La parte posteriore ha una tramoggia verticalmente mobile con un bordo anteriore orizzontale tagliente.
- La tramoggia può essere abbassata ed alzata idraulicamente. Quando è abbassata, il bordo anteriore taglia in terreno come una taglierina e la tramoggia si riempie. Quando la tramoggia è piena viene alzata e chiusa con una lamierina verticale.
- Lo scraper può trasportare il relativo carico alla zona di svuotamento dove la lamierina è alzata, il pannello posteriore della tramoggia idraulicamente è fatto avanzare ed il carico del terreno cade fuori.

A quel punto il raschietto vuoto torna sul luogo del taglio e ripete il ciclo. I raschietti possono essere molto efficienti sulle brevi asperità in aree ove l'attività di riempimento-svuotamento si esplica in zone limitrofe, ancora nel momento in cui l'area di riempimento abbia lunghezza sufficiente per riempire la tramoggia. I semoventi più pesanti hanno due motori (tandem autoalimentato), uno che guida le rotelle anteriori, una che guida le rotelle posteriori, con motori fino a 400 Chilowatt (550 cavalli vapore). I raschietti sono stati inventati da LeTourneau nei 1930. Due raschietti possono funzionare in tandem in modalità in opposizione ma questo richiede un'ampia area da livellare. Questo macchinario è chiamato anche motoruspa.

## Pala caricatrice

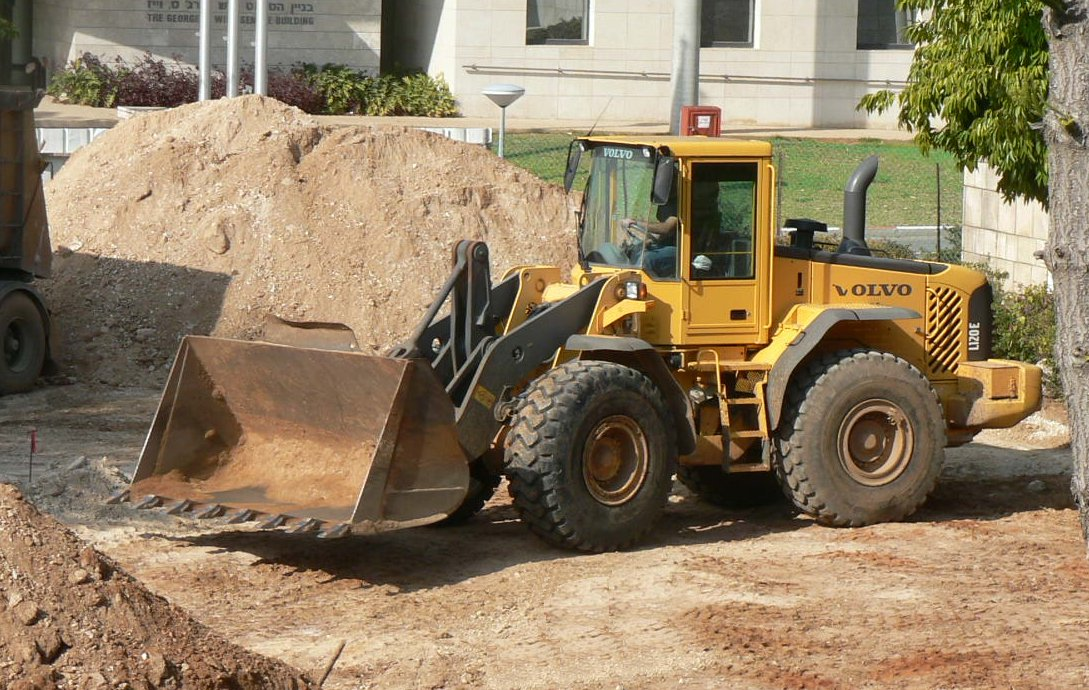
Pala caricatrice gommata Volvo L120E

La pala caricatrice è un mezzo adatto alla movimentazione della terra e al carico di materiale sciolto su autocarro.

## Rullo compattatore

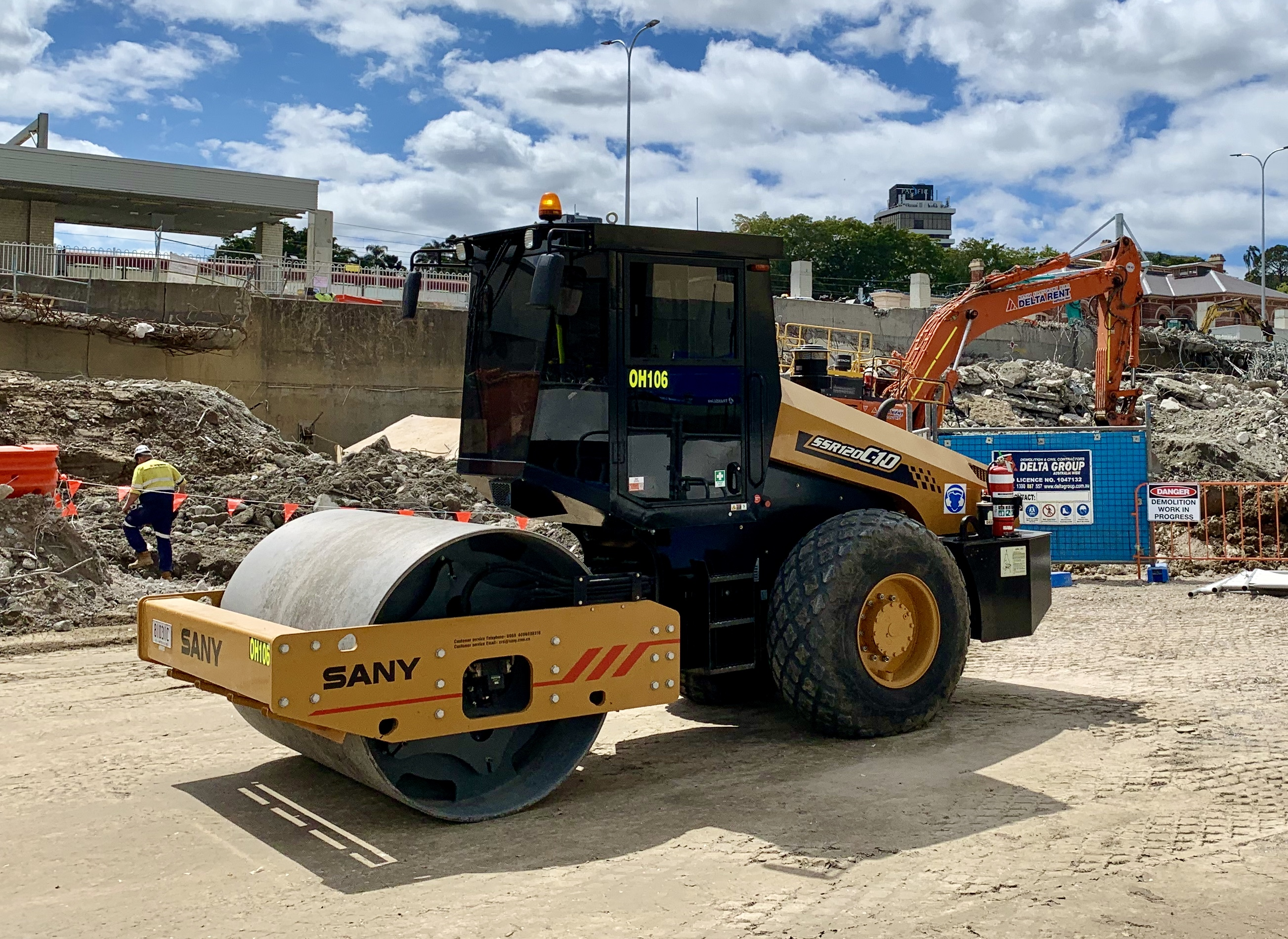
Rullo compattatore SANY SSR120C-C10

I rulli compattatori sono macchine specializzate per densificare e uniformare la superficie del suolo. Trovano largo impiego in ambito edile, in particolare nella realizzazione di infrastrutture stradali, nell’esecuzione di lavori di pavimentazione e nelle fasi preliminari di preparazione del terreno.

## Terna

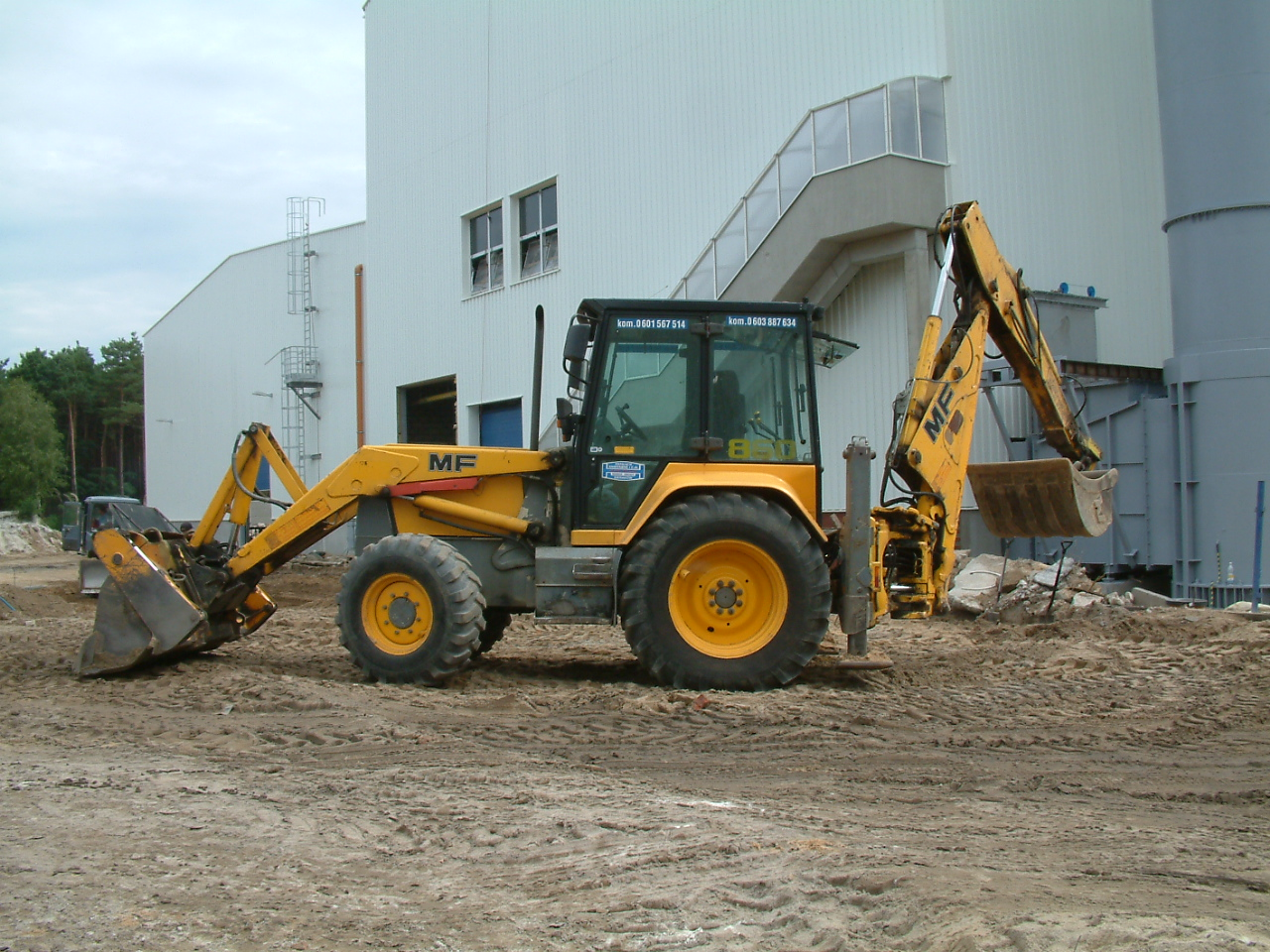
Terna Massey Ferguson 860

La terna è una macchina usata per eseguire lavori di scavo, riporto, e movimento di materiale. È un mezzo molto versatile perché combina i due strumenti più pratici, e quindi più importanti, per il movimento terra; il tutto in un veicolo di dimensioni ridotte e particolarmente agile, specialmente se snodato. Queste caratteristiche ne fanno uno dei mezzi più diffusi nel campo cantieristico.
La principale caratteristica che la distingue da altre macchine per movimento terra è la presenza combinata di pala sull'anteriore (mutuata dalla pala gommata, di cui mantiene l'impostazione generale del veicolo) e del braccio escavatore sul lato posteriore.

### Tipi
Possono essere:
- fisse (cioè con telaio rigido e con sistema sterzante sulle ruote anteriori)
- articolate (dette anche snodate) per la presenza di due snodi al centro del veicolo. I due snodi funzionano esattamente come sui dumper e sulle pale gommate: uno permette una rotazione rispetto ad un asse verticale, e quindi di sterzare, l'altro una rotazione rispetto all'asse orizzontale longitudinale, permettendo ai due assi di appoggiare contemporaneamente su due piani non paralleli.

Possono dividersi anche in:
- gommate (il movimento avviene grazie agli pneumatici)
- cingolate (si muovono si cingoli) più lente ma utili per terreni accidentati e rocciosi[1]